# 高田直芳
高田 直芳（たかだ なおよし、1958年 - ）は、前埼玉県教育委員会教育長。埼玉県出身。

## 経歴
深谷市生まれ。埼玉県立熊谷高等学校、早稲田大学第一文学部卒。
高校時代に良い英語教師に出会い、英語を通じてこどもたちの目を外に向けるのは面白いかもしれないと思い教師を志した。教員になってからは荒れる教育現場も経験した。埼玉県立吹上秋桜高等学校校長、県教育委員会教育指導課長、浦和第一女子高等学校校長などを経て埼玉県教育委員会教育長。2022年以降原則として女子の制服を選択制にすることをすべての県立高校に求めた。GIGA環境の推進を図っている。2023年、ものつくり大学と包括連携協定を締結した。